# Stefan Waggershausen
Stefan Waggershausen (20 febbraio 1949) è un cantante e compositore tedesco.

## Biografia
Ha esordito sulla scena musicale nel 1974. Sei anni dopo ha inciso il suo secondo album, il fortunatissimo Ciao Engel. Nel corso della sua carriera ha realizzato molti duetti: con Viktor Lazlo, con Ofra Haza, con Maria Conchita Alonso e con Alice. Proprio con la cantante italiana ha inciso nel 1984 la sua canzone più celebre, Zu Nah Am Feuer, di cui poi i due hanno fatto anche una versione in inglese, Close To The Fire.

## Discografia
- Traumtanzzeit (1974)
- Hallo Engel (1980)
- Fang mich auf (1981)
- Sanfter Rebell (1982)
- Tabu (1984)
- Mitten ins Herz (1984, Live)
- Touché d'amour (1985)
- Im Herzen des Orkans (1987)
- Tief im Süden meines Herzens (1990)
- Herzsprünge (1991)
- Wenn dich die Mondfrau küßt (1993)
- Louisiana (1995)
- Die Rechnung kommt immer (1997)
- Wolke 7 (2000)
- Duette & Balladen (2003)
- Unterm Cajun-Mond (2004)
- So ist das Spiel (2010)
- Aus der Zeit gefallen (2019)
- Fliegen mit dem Zeppelin (2019)